# Robert Nilsson
Robert Åke Nilsson (* 10. Januar 1985 in Calgary, Alberta) ist ein ehemaliger schwedisch-kanadischer Eishockeyspieler, der zuletzt bei den ZSC Lions in der National League unter Vertrag stand. Sein Vater Kent war ebenfalls Eishockeyspieler.

## Karriere
Robert Nilsson, der in Kanada geboren wurde, als sein Vater Kent Nilsson dort in der NHL spielte, begann seine Karriere als Eishockeyspieler bei Leksands IF, für das er von 2002 bis 2004 in der schwedischen Elitserien spielte und zuvor im Juniorenbereich tätig war. In dieser Zeit wurde er im NHL Entry Draft 2003 in der ersten Runde als insgesamt 15. Spieler von den New York Islanders ausgewählt. Die Saison 2003/04 beendete er bei Fribourg-Gottéron in der Schweizer Nationalliga A, für das er zusammen elf Spiele in der regulären Saison und in den Playoffs bestritt.
Die Zeit des Lockout in der NHL-Saison 2004/05 überbrückte der Angreifer bei Hammarby IF aus der zweiten schwedischen Liga und Djurgårdens IF aus der Elitserien. Anschließend wurde der Schwede vor der Spielzeit 2005/06 in den NHL-Kader der New York Islanders aufgenommen. Obwohl er in seiner ersten NHL-Spielzeit in 52 Spielen 20 Scorerpunkte erzielte, darunter sechs Tore, kam er im zweiten Jahr in Nordamerika ausschließlich für das Farmteam der Islanders, die Bridgeport Sound Tigers aus der American Hockey League, zum Einsatz.
Am 27. Februar 2007 wurde Nilsson zusammen mit Ryan O’Marra und dem Erstrunden-Wahlrecht der Islanders im NHL Entry Draft 2007 im Tausch für Ryan Smyth an die Edmonton Oilers abgegeben. Bis Saisonende wurde Nilsson hauptsächlich in deren damaligem AHL-Farmteam, bei den Wilkes-Barre/Scranton Penguins eingesetzt. Bereits im zweiten Jahr in Edmonton gehörte er jedoch schon zum Stammpersonal.
Ende der Saison 2009/10 wurde er durch die Edmonton Oilers aus dem noch bestehenden Vertrag herausgekauft und wechselte zu Salawat Julajew Ufa, mit dem er in der Saison 2010/11 den Titel der Kontinentalen Hockey-Liga gewann. In der Saison 2011/12 bereitete er für Ufa in 15 Spielen fünf Tore vor, ehe er im Oktober 2011 zu Ufas Farmteam Toros Neftekamsk aus der zweitklassigen Wysschaja Hockey-Liga beordert wurde. Für Neftekamsk bestritt er allerdings nur zwei Spiele, ehe er am Ende des Monats vom KHL-Teilnehmer Torpedo Nischni Nowgorod verpflichtet wurde.
Im November 2012 wurde Nilssons Vertrag mit Torpedo aufgelöst, nachdem er in 65 KHL-Partien 44 Scorerpunkte für den Klub gesammelt hatte. Am 8. Januar 2013 gaben die ZSC Lions bekannt, dass Nilsson auf die Saison 2013/14 hin verpflichtet wurde. Er erhielt einen Vertrag bis 2016 mit einer Ausstiegsklausel für einen NHL-Einweg-Vertrag nach jeder Saison. Mit den Lions gewann er 2014 die Schweizer Meisterschaft, wobei Nilsson im vierten Finalspiel gegen Kloten den entscheidenden Penalty zum Titelgewinn traf. 2016 gewann er mit dem ZSC den Schweizer Cup.
Ab 2018 plagten ihn die Folgen mehrerer Gehirn-Erschütterungen. Sein letztes Spiel für den ZSC absolvierte er am 21. Januar 2018. Letztlich beendete er seine Karriere im Januar 2020 offiziell.

### International
Für Schweden nahm Nilsson im Juniorenbereich an den U18-Junioren-Weltmeisterschaften 2001 und 2002 sowie den U20-Junioren-Weltmeisterschaften 2003, 2004 und 2005 teil. Im Seniorenbereich stand er im Aufgebot seines Landes bei den Weltmeisterschaften 2008 und 2011. Sein größter internationaler Erfolg mit Schweden war der Gewinn der Silbermedaille bei der WM 2011.

## Erfolge und Auszeichnungen
- 2011 Gagarin-Cup-Gewinn mit Salawat Julajew Ufa
- 2011 Silbermedaille bei der Weltmeisterschaft
- 2012 KHL-Stürmer des Monats Februar
- 2014 Schweizer Meister mit den ZSC Lions
- 2016 Schweizer Cupsieger mit den ZSC Lions
- 2018 Schweizer Meister mit den ZSC Lions

## Statistik
(Stand: Ende der Saison 2010/11)